# Hipotetyczna witamina B14
Witamina B14 – hipotetyczna witamina o niezidentyfikowanej budowie (według niektórych źródeł jest to mieszanina kwasu foliowego i kwasu p-aminobenzoesowego). Obecnie nie jest uznawana za witaminę. Uważano (i niekiedy nadal uważa się) ją za czynnik leczący anemię. Opisywano jej obecność w drożdżach, roślinach strączkowych, zbożach, podrobach, winie i jajach.
Nazwę „witamina B14” nadali Earl R. Norris i John J. Majnarich brązowym kryształom, które wydzielili z ludzkiego moczu (33 mg ze 100 dm³). Analiza elementarna składu kryształów wykazała, że zawierają one 19,6% azotu, 4% fosforu i nie zawierają siarki. Stwierdzili oni silny przyspieszający wpływ tej substancji na wzrost kultur komórek szpiku kostnego – 1 pikogram (10−12 g) „witaminy B14” na 1 ml zawiesiny komórek wołowych dawał taki sam efekt, jak ksantopteryna w ilości 5 μg (5×10−6 g, tj. 5 mln razy więcej), a w przypadku komórek raka Browna-Pearce’a efekt był jeszcze 2 razy większy. W badaniach tych stwierdzono również, że „witamina B14” nie wykazuje działania toksycznego na komórki do stężenia 100 μg/ml. W przypadku anemii wywołanej u szczurów za pomocą sulfatiazolu jednokrotne wstrzyknięcie 10 ng „witaminy B14” dawało taki sam efekt łagodzący, jak 1 mg ksantopteryny. Opublikowano również wyniki badań wskazujące, że „witamina B14” wykazuje podobną aktywność w zwiększaniu szybkości wzrostu kultur komórek szpiku kostnego jak kwas foliowy lub ksantopteryna inkubowane przez 72 h z enzymem uzyskanym ze śluzu błony śluzowej żołądków szczurów. Obecnie fakt wpływu „witaminy B14” na szybkość wzrostu komórek jest często akceptowany, jednak według niektórych źródeł jej działanie nie zostało potwierdzone.